# ترک‌پد جادویی
ترک‌پد جادویی (به انگلیسی: Magic Trackpad) یک تاچ‌پد چندلمسی است که توسط شرکت اپل توسعه یافته‌است و در ۲۷ جولای ۲۰۱۰ معرفی شد. این ترک‌پد همانند ترک‌پدهای خانواده مک‌بوک پرو ولی با اندازه حدود ۸۰درصد بزرگ‌تر است.

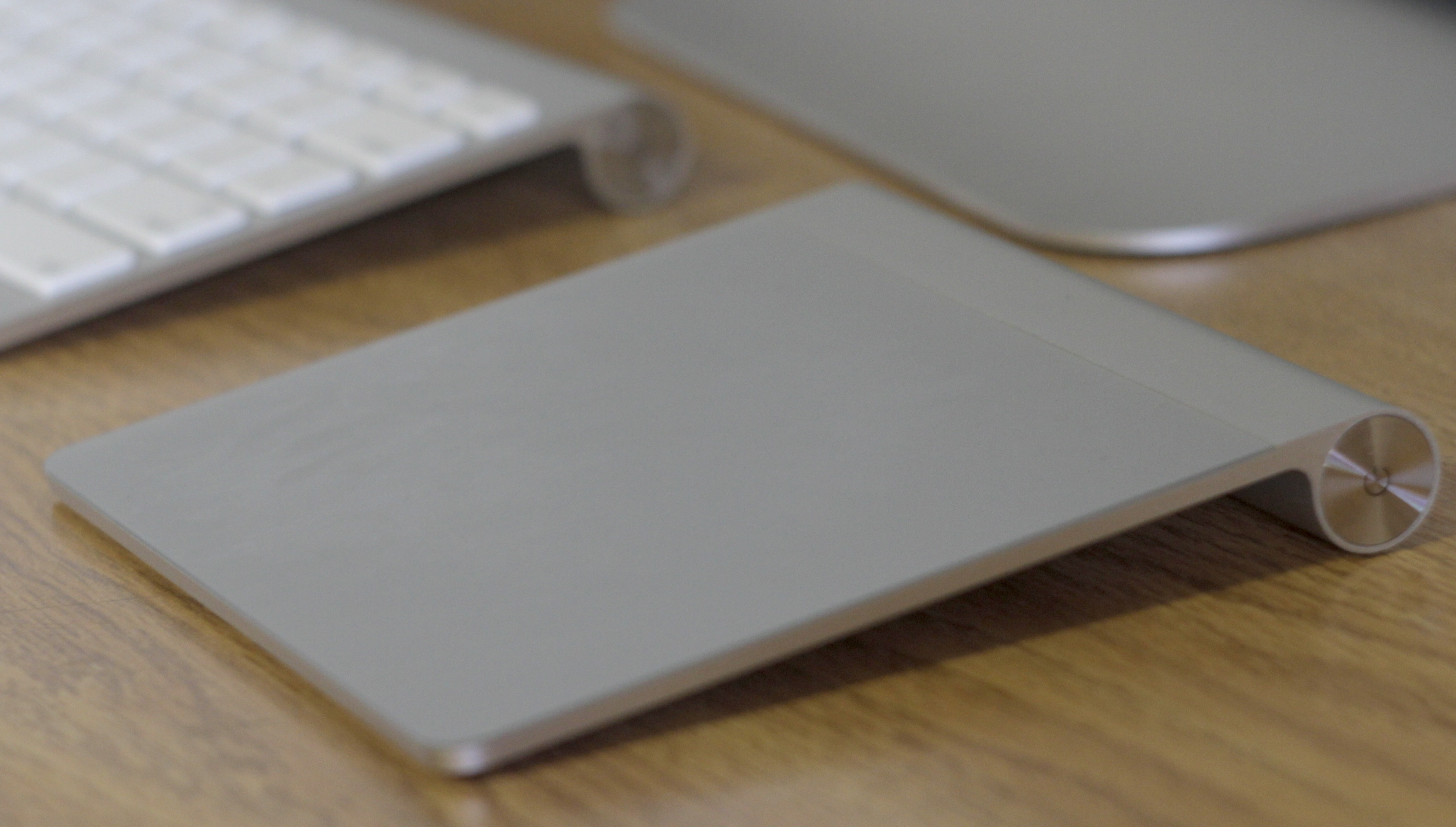
ترک‌پد جادویی در کنار صفحه‌کلید بیسیم اپل